# Maria Kirilenko
| jaar | rang enkelspel | rang dubbelspel |
| ---- | -------------- | --------------- |
| 2002 | 417            | –               |
| 2003 | 122            | 258             |
| 2004 | 111            | 148             |
| 2005 | 25             | 27              |
| 2006 | 30             | 26              |
| 2007 | 31             | 35              |
| 2008 | 29             | 24              |
| 2009 | 63             | 21              |
| 2010 | 20             | 14              |
| 2011 | 28             | 7               |
| 2012 | 14             | 7               |
| 2013 | 19             | 225             |
| 2014 | 186            | 204             |

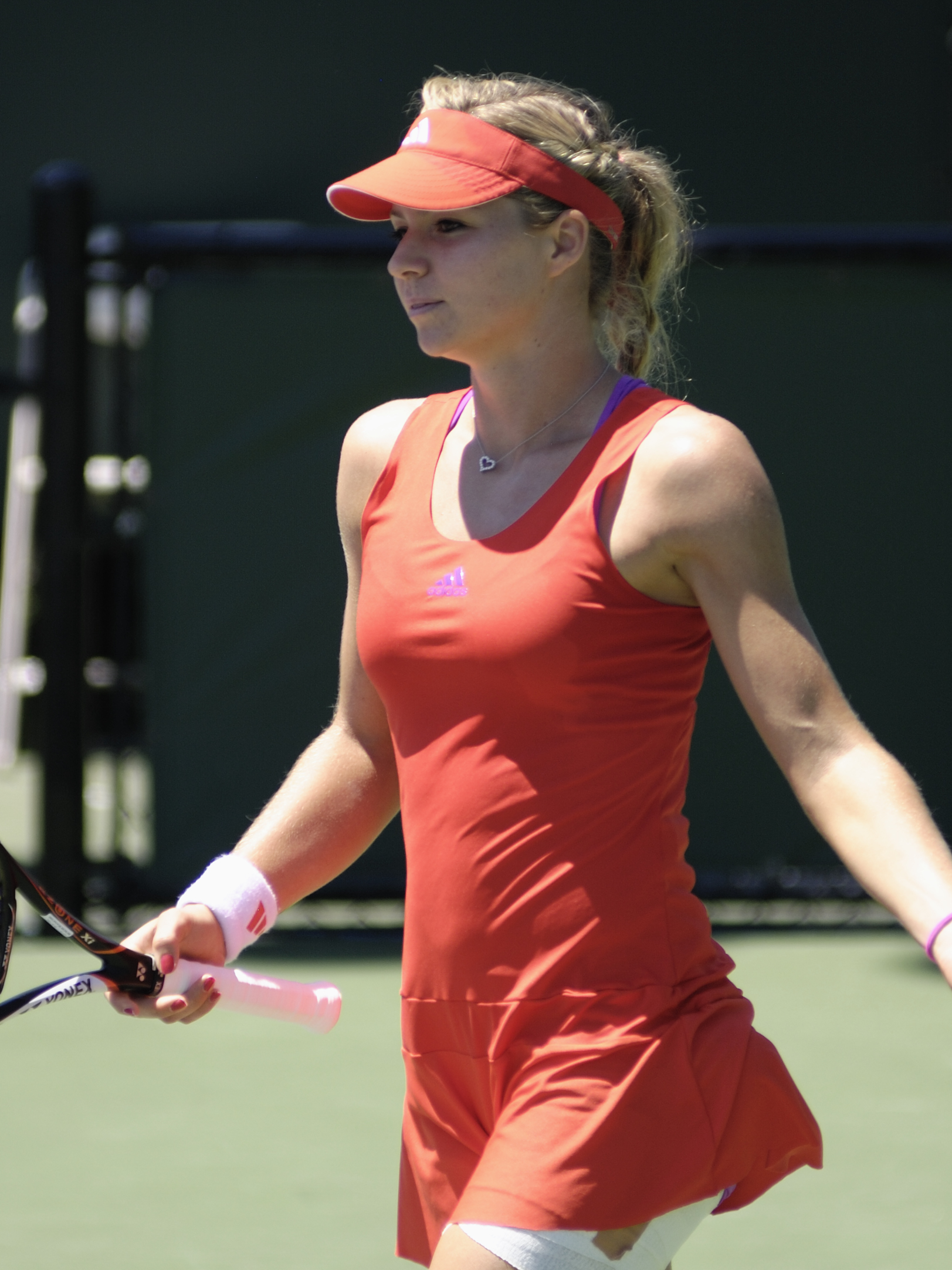
Miami 2012

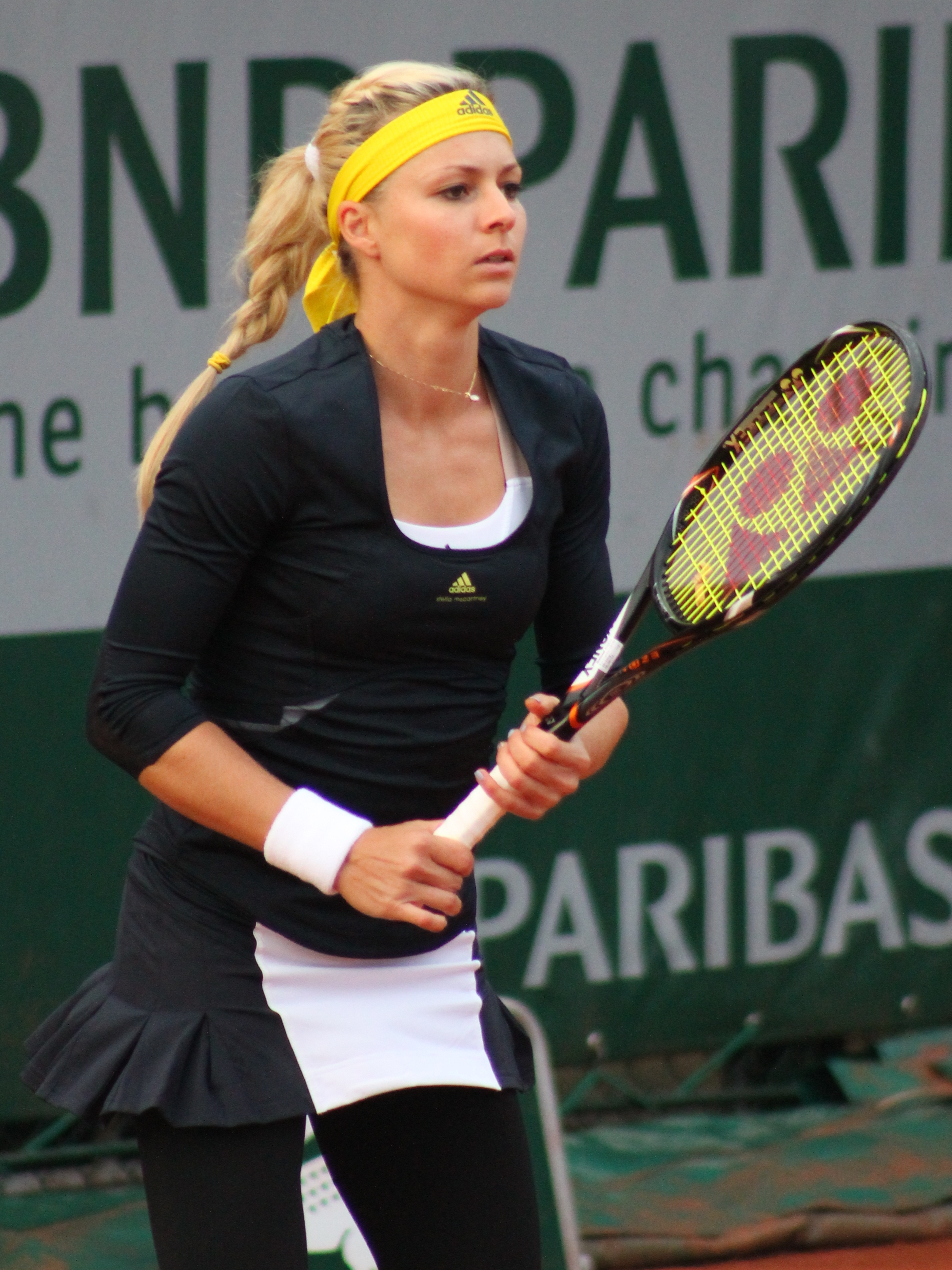
Roland Garros 2013

Maria Joerjevna Kirilenko (Russisch: Мари́я Ю́рьевна Кириле́нко) (Moskou, 25 januari 1987) is een voormalig professioneel tennisspeelster uit Rusland.

## Junioren
Kirilenko was erg succesvol bij de junioren. Zij won het US Open in 2002, toen zij vijftien jaar was. In de finale versloeg zij de Tsjechische Barbora Strýcová.

## Professional

### ITF-toernooien
De profloopbaan van Maria begon in Kroatië in 2001. Zij plaatste zich via de kwalificatie voor het 10.000 dollar ITF-toernooi van Makarska. Zij overleefde de eerste ronde, maar sneuvelde in de tweede.
Maria speelde vlot in de ITF-toernooien. In september 2002 kreeg zij een wildcard voor de kwalificaties van de Toyota Princess Cup in Tokio. Zij sneuvelde pas in de derde kwalificatieronde, tegen Alicia Molik.
Niet veel later speelde zij op het WTA-toernooi van Bali haar eerste grote WTA-wedstrijd. Zij verloor van Nicole Pratt met 2-6 en 4-6.
Vervolgens probeerde zij nog een paar keer de eerste ronde van een WTA-toernooi te overleven. Maar zowel op het Japan Open als in Pattaya waren haar opponenten te sterk.

### 2003
In Haiderabad wist zij zich via de kwalificatie te plaatsen voor het hoofdtoernooi en daar versloeg zij Aljona Bondarenko en Angelique Widjaja. Zij sneuvelde pas in de kwartfinale, tegen de latere winnares Tamarine Tanasugarn.
Hierna liet Kirilenko een tijdje niets meer van zich horen op WTA-toernooien. Hierin kwam verandering toen zij zich kwalificeerde zich voor het hoofdtoernooi van de US Open en zij maakte haar grandslamdebuut. Zij versloeg eerst Theresa Logar en daarna Anca Barna maar verloor in de derde ronde van Amélie Mauresmo.

### 2004
In Haiderabad, het toernooi waar zij haar eerste WTA-wedstrijd won, stond zij in 2004 in de finale. Zij versloeg in de halve finale Tamarine Tanasugarn van wie zij een jaar eerder had verloren, maar verloor in de finale in twee sets van Nicole Pratt.
Op Roland Garros versloeg zij in de eerste ronde Marie-Gaïané Mikaelian en werd vervolgens verslagen door Serena Williams.
Op het US Open had zij haar derde ronde van 2003 te verdedigen. In 2004 bereikte zij de tweede ronde.

### 2005
Op het Australian Open verloor zij in de tweede ronde van Ana Ivanović na in de eerste ronde te hebben gewonnen van Anikó Kapros. In Haiderabad bereikte zij, na de finale van 2004, dit jaar de halve finale, waar zij verloor van de latere winnares Sania Mirza.
In Doha slaagde zij voor de kwalificatie; in het hoofdtoernooi won zij in de tweede ronde van Patty Schnyder, maar zij verloor in de kwartfinale van Amélie Mauresmo.
In Indian Wells wist zij zich te kwalificeren voor het hoofdtoernooi, waar zij de vierde ronde bereikte. In de tweede ronde won zij van Jelena Bovina met 6-3 en 6-1. In de vierde ronde verloor zij van Conchita Martínez.
In september won Kirilenko haar eerste WTA-titel, op het toernooi van Peking – in de halve finale rekende zij af met de als eerste geplaatste Maria Sjarapova; in de finale versloeg zij Anna-Lena Grönefeld.

### 2006
Kirilenko begon het jaar goed met kwartfinales in Auckland, Tokio en Dubai. Op het eerste grandslamtoernooi van het jaar, het Australian Open, verloor zij in de derde ronde van Lindsay Davenport. Op Roland Garros verloor zij ook in de derde ronde, van Anna-Lena Grönefeld. Na dit toernooi bereikte zij voor het eerst de top twintig van de WTA-ranglijst enkelspel. De tweede helft van het jaar verliep minder goed, waardoor zij terugviel. Op het US Open bereikte zij de derde ronde, waar zij verloor van Aravane Rezaï.

### 2007
Ook in 2007 waren haar resultaten wisselvallig. Zij bereikte wel weer de derde ronde op het Australian Open – zij verloor van Svetlana Koeznetsova. Zowel in San Diego als in Los Angeles bereikte zij de kwartfinale, waarin zij verloor van Jelena Dementjeva respectievelijk Ana Ivanović. Zij kon het goede spel op hardcourt voortzetten met een derde ronde op het US Open, waarin zij verrassend verloor van Joelija Vakoelenko.

### 2008
Dit jaar was voor Kirilenko redelijk voorspoedig. Zij won enkelspeltitels in Estoril (april), Barcelona (juni) en Seoel (september). Zij eindigde het jaar op de 29e plaats van de wereldranglijst.
In het dubbelspel stond zij viermaal in een WTA-finale, waarvan zij tweemaal won: in Estoril (met Flavia Pennetta) en in Cincinnati (met Nadja Petrova).

### 2009
Dit jaar was Kirilenko weinig succesvol. Haar beste resultaat was het bereiken van de enkelspelfinale van het toernooi van Barcelona, die zij verloor van Roberta Vinci. Op de grandslamtoernooien wist zij alleen op het US Open de derde ronde te bereiken. Aan het einde van het seizoen was zij op de wereldranglijst gezakt naar de 63e plaats.
In het dubbelspel hield zij beter stand. Viermaal bereikte zij de finale van een WTA-toernooi – alleen op het toernooi van Moskou, samen met Nadja Petrova, kon zij met de titel naar huis gaan.

### 2010
Dit was een voorspoedig jaar voor Kirilenko. Op het Australian Open bereikte zij de kwartfinale, haar beste resultaat op dit grandslamtoernooi. Op haar laatste toernooi van dit tennisseizoen, in Moskou, bereikte zij de finale waarin zij Viktoryja Azarenka de winst moest laten. Zij steeg daarmee naar de twintigste plaats op de wereldranglijst, haar hoogste positie tot dan toe.
Ook in het dubbelspel kon zij haar positie verbeteren. Zij won WTA-titels op de toernooien van San Diego en Cincinnati, in beide gevallen van het klassieke duo Raymond/Stubbs. Ook op de dubbelspelranglijst steeg zij hoger dan ooit tevoren: de veertiende plaats.

### 2011
Dit jaar wist Kirilenko geen WTA-finales te bereiken. Op de grandslamtoernooien kwam zij tweemaal aan de vierde ronde. Aan het einde van het seizoen stond zij als nummer 28 op de wereldranglijst.
In het dubbelspel echter kon zij haar positie nog verder verbeteren. Met Viktoryja Azarenka aan haar zijde bereikte zij de finale op het Australian Open en met de zelfde partner won zij vervolgens de WTA-toernooien van Madrid en Stanford. Daarna bereikten de dames de finale op het toernooi van Toronto – door een blessure aan Azarenka's hand moesten zij evenwel verstek laten gaan. Niettemin bereikte Kirilenko in oktober op de wereldranglijst de vijfde plaats, haar hoogste positie ooit.

### 2012
Op de Olympische spelen in Londen bereikte Kirilenko in het enkelspel de halve finale, maar zij greep net naast de medailles. In het dubbelspel, samen met Nadja Petrova, won zij een bronzen medaille.
Op het enkelspeltoernooi van Wimbledon bereikte zij de kwartfinale, haar beste resultaat op dit grandslamtoernooi. Op de WTA-toernooien wist zij tweemaal de finale te bereiken. Aan het einde van het seizoen was zij op de wereldranglijst gestegen naar de veertiende plaats, hoger dan ooit tevoren.
In het dubbelspel was haar samenwerking met Nadja Petrova succesvol. Naast voornoemde olympische medaille haalden de dames de finale op Roland Garros alsmede op drie WTA-toernooien, waarvan zij die op het Premier Mandatory-toernooi van Miami wisten te winnen van het sterke Italiaanse koppel Errani/Vinci. Tot besluit van het seizoen zegevierden Kirilenko en Petrova op het eindejaarskampioenschap in Istanbul, hetgeen Kirilenko nog een zevende plaats op de wereldranglijst opleverde.

### 2013
Haar beste grandslamresultaat van dat jaar behaalde Kirilenko op Roland Garros: de kwartfinale, die zij verloor van Viktoryja Azarenka. In Pattaya won zij haar laatste WTA-titel. Zij eindigde het jaar nog wel binnen de top 20 van het enkelspel.

### 2014
In het laatste jaar van haar professionele loopbaan won Kirilenko nog maar vijf partijen, hoofdzakelijk op het toernooi van Seoel, waar zij middels een wildcard was toegelaten, en de halve finale bereikte. Na het Aziatische seizoen beëindigde zij haar actieve carrière.

## Palmares
| Legenda                | Legenda                  |
| ---------------------- | ------------------------ |
| Grandslamtoernooi      |                          |
| Olympische Spelen      |                          |
| Year-End Championships |                          |
| tot 2009               | 2009 – 2020 / vanaf 2021 |
| Tier I                 | Premier Mandatory        |
| Tier II                | Premier Five / WTA 1000  |
| Tier III               | Premier / WTA 500        |
| Tier IV & V            | International / WTA 250  |
|                        | Challenger / WTA 125     |

### WTA-finaleplaatsen enkelspel
| nr.              | finale     | toernooi       | ondergrond    | tegenstandster              | score         |         |
| ---------------- | ---------- | -------------- | ------------- | --------------------------- | ------------- | ------- |
| gewonnen finales |            |                |               |                             |               |         |
| 1.               | 2005-09-25 | WTA Peking     | hardcourt     | Anna-Lena Grönefeld         | 6-3, 6-4      | details |
| 2.               | 2007-09-23 | WTA Calcutta   | hardcourt (i) | Marija Koryttseva           | 6-0, 6-2      | details |
| 3.               | 2008-04-20 | WTA Estoril    | gravel        | Iveta Benešová              | 6-4, 6-2      | details |
| 4.               | 2008-06-15 | WTA Barcelona  | gravel        | María José Martínez Sánchez | 6-0, 6-2      | details |
| 5.               | 2008-09-28 | WTA Seoel      | hardcourt     | Samantha Stosur             | 2-6, 6-1, 6-4 | details |
| 6.               | 2013-02-03 | WTA Pattaya    | hardcourt     | Sabine Lisicki              | 5-7, 6-1, 7-6 | details |
| verloren finales |            |                |               |                             |               |         |
| 1.               | 2004-02-21 | WTA Haiderabad | hardcourt     | Nicole Pratt                | 6-7, 1-6      | details |
| 2.               | 2007-09-30 | WTA Seoel      | hardcourt     | Venus Williams              | 3-6, 6-1, 4-6 | details |
| 3.               | 2009-04-19 | WTA Barcelona  | gravel        | Roberta Vinci               | 0-6, 4-6      | details |
| 4.               | 2010-10-24 | WTA Moskou     | hardcourt (i) | Viktoryja Azarenka          | 3-6, 4-6      | details |
| 5.               | 2012-02-12 | WTA Pattaya    | hardcourt     | Daniela Hantuchová          | 7-6, 3-6, 3-6 | details |
| 6.               | 2012-08-25 | WTA New Haven  | hardcourt     | Petra Kvitová               | 6-7, 5-7      | details |

### WTA-finaleplaatsen vrouwendubbelspel
| nr.              | finale     | toernooi          | ondergrond    | partner                 | tegenstandsters                      | score            |         |
| ---------------- | ---------- | ----------------- | ------------- | ----------------------- | ------------------------------------ | ---------------- | ------- |
| gewonnen finales |            |                   |               |                         |                                      |                  |         |
| 1.               | 2004-06-13 | WTA Birmingham    | gras          | Maria Sjarapova         | Lisa McShea Milagros Sequera         | 6-2, 6-1         | details |
| 2.               | 2005-10-09 | WTA Japan (Tokio) | hardcourt     | Gisela Dulko            | Shinobu Asagoe María Vento-Kabchi    | 7-5, 4-6, 6-3    | details |
| 3.               | 2007-03-03 | WTA Doha          | hardcourt     | Martina Hingis          | Ágnes Szávay Vladimíra Uhlířová      | 6-1, 6-1         | details |
| 4.               | 2008-04-20 | WTA Estoril       | gravel        | Flavia Pennetta         | Mervana Jugić-Salkić İpek Şenoğlu    | 6-4, 6-4         | details |
| 5.               | 2008-08-17 | WTA Cincinnati    | hardcourt     | Nadja Petrova           | Hsieh Su-wei Jaroslava Sjvedova      | 6-3, 4-6, [10-8] | details |
| 6.               | 2009-10-25 | WTA Moskou        | hardcourt (i) | Nadja Petrova           | Maria Kondratjeva Klára Zakopalová   | 6-2, 6-2         | details |
| 7.               | 2010-08-08 | WTA San Diego     | hardcourt     | Zheng Jie               | Lisa Raymond Rennae Stubbs           | 6-4, 6-4         | details |
| 8.               | 2010-08-15 | WTA Cincinnati    | hardcourt     | Viktoryja Azarenka      | Lisa Raymond Rennae Stubbs           | 7-6, 7-6         | details |
| 9.               | 2011-05-08 | WTA Madrid        | gravel        | Viktoryja Azarenka      | Květa Peschke Katarina Srebotnik     | 6-4, 6-3         | details |
| 10.              | 2011-07-31 | WTA Stanford      | hardcourt     | Viktoryja Azarenka      | Liezel Huber Lisa Raymond            | 6-1, 6-3         | details |
| 11.              | 2012-03-31 | WTA Miami         | hardcourt     | Nadja Petrova           | Sara Errani Roberta Vinci            | 7-6, 4-6, [10-4] | details |
| 12.              | 2012-10-28 | WTA Championships | hardcourt (i) | Nadja Petrova           | Andrea Hlaváčková Lucie Hradecká     | 6-1, 6-4         | details |
| verloren finales |            |                   |               |                         |                                      |                  |         |
| 1.               | 2005-05-15 | WTA Rome          | gravel        | Anabel Medina Garrigues | Cara Black Liezel Huber              | 0-6, 6-4, 1-6    | details |
| 2.               | 2005-08-27 | WTA New Haven     | hardcourt     | Gisela Dulko            | Lisa Raymond Samantha Stosur         | 2-6, 7-6, 1-6    | details |
| 3.               | 2006-06-24 | WTA Rosmalen      | gras          | Ana Ivanović            | Yan Zi Zheng Jie                     | 6-3, 2-6, 2-6    | details |
| 4.               | 2008-08-03 | WTA Montréal      | hardcourt     | Flavia Pennetta         | Cara Black Liezel Huber              | 1-6, 1-6         | details |
| 5.               | 2008-09-28 | WTA Seoel         | hardcourt     | Vera Doesjevina         | Chuang Chia-jung Hsieh Su-wei        | 3-6, 0-6         | details |
| 6.               | 2009-02-21 | WTA Dubai         | hardcourt     | Agnieszka Radwańska     | Cara Black Liezel Huber              | 3-6, 3-6         | details |
| 7.               | 2009-05-02 | WTA Fez           | gravel        | Sorana Cîrstea          | Alisa Klejbanova Jekaterina Makarova | 3-6, 6-2, [8-10] | details |
| 8.               | 2009-08-09 | WTA Los Angeles   | hardcourt     | Agnieszka Radwańska     | Chuang Chia-jung Yan Zi              | 0-6, 6-4, [7-10] | details |
| 9.               | 2011-01-28 | Australian Open   | hardcourt     | Viktoryja Azarenka      | Gisela Dulko Flavia Pennetta         | 6-2, 5-7, 1-6    | details |
| 10.              | 2011-08-14 | WTA Toronto       | hardcourt     | Viktoryja Azarenka      | Liezel Huber Lisa Raymond            | forfait          | details |
| 11.              | 2012-06-08 | Roland Garros     | gravel        | Nadja Petrova           | Sara Errani Roberta Vinci            | 6-4, 4-6, 2-6    | details |
| 12.              | 2012-06-23 | WTA Rosmalen      | gras          | Nadja Petrova           | Sara Errani Roberta Vinci            | 4-6, 6-3, [9-11] | details |
| 13.              | 2012-10-21 | WTA Moskou        | hardcourt (i) | Nadja Petrova           | Jekaterina Makarova Jelena Vesnina   | 3-6, 6-1, [8-10] | details |

### Gewonnen ITF-toernooien enkelspel
| nr. | finale     | toernooi      | dotatie  | tegenstandster in finale | score    |
| --- | ---------- | ------------- | -------- | ------------------------ | -------- |
| 1.  | 2003-01-19 | Boca Raton    | $ 10.000 | Sonya Jeyaseelan         | 6-3, 6-0 |
| 2.  | 2004-05-16 | Saint-Gaudens | $ 50.000 | Stéphanie Foretz         | 7-6, 6-3 |
| 3.  | 2007-12-15 | Dubai         | $ 75.000 | Jevgenia Rodina          | 7-5, 6-2 |

## Resultaten grandslamtoernooien
| Legenda | Legenda                          |
| ------- | -------------------------------- |
| g.t.    | geen toernooi gehouden           |
| l.c.    | lagere categorie                 |
| –       | niet deelgenomen                 |
| G       | uitgeschakeld in de groepsfase   |
| 1R      | uitgeschakeld in de eerste ronde |
| 2R      | uitgeschakeld in de tweede ronde |
| 3R      | uitgeschakeld in de derde ronde  |
| 4R      | uitgeschakeld in de vierde ronde |
| KF      | uitgeschakeld in de kwartfinale  |
| HF      | uitgeschakeld in de halve finale |
| F       | de finale verloren               |
| W       | het toernooi gewonnen            |
| w-v     | winst/verlies-balans             |

### Enkelspel
| Toernooi        | 2003 | 2004 | 2005 | 2006 | 2007 | 2008 | 2009 | 2010 | 2011 | 2012 | 2013 | 2014 |
| --------------- | ---- | ---- | ---- | ---- | ---- | ---- | ---- | ---- | ---- | ---- | ---- | ---- |
| Australian Open | –    | –    | 2R   | 3R   | 3R   | 4R   | 1R   | KF   | 2R   | 3R   | 4R   | –    |
| Roland Garros   | –    | 2R   | 1R   | 3R   | 2R   | 2R   | 1R   | 4R   | 4R   | 2R   | KF   | 1R   |
| Wimbledon       | –    | 1R   | 2R   | 1R   | 1R   | 1R   | 2R   | 3R   | 3R   | KF   | 1R   | 2R   |
| US Open         | 3R   | 2R   | 2R   | 3R   | 3R   | 1R   | 3R   | 3R   | 4R   | 3R   | 3R   | 1R   |

### Vrouwendubbelspel
| Toernooi        | 2005 | 2006 | 2007 | 2008 | 2009 | 2010 | 2011 | 2012 | 2013 | 2014 |
| --------------- | ---- | ---- | ---- | ---- | ---- | ---- | ---- | ---- | ---- | ---- |
| Australian Open | 1R   | KF   | 3R   | 1R   | 3R   | HF   | F    | 3R   | 2R   | –    |
| Roland Garros   | 2R   | 3R   | 1R   | 2R   | 3R   | KF   | KF   | F    | –    | 1R   |
| Wimbledon       | –    | 1R   | 3R   | 2R   | 1R   | 2R   | 1R   | 2R   | 2R   | –    |
| US Open         | 3R   | 3R   | 1R   | 1R   | KF   | 3R   | HF   | KF   | –    | –    |

### Gemengd dubbelspel
| toernooi        | 2005 | 2006 | 2007 | 2008 | 2009 | 2010 | 2011 |
| --------------- | ---- | ---- | ---- | ---- | ---- | ---- | ---- |
| Australian Open | –    | 1R   | 2R   | –    | –    | 1R   | HF   |
| Roland Garros   | –    | KF   | –    | –    | –    | –    | –    |
| Wimbledon       | 2R   | –    | –    | HF   | 2R   | –    | 1R   |
| US Open         | 1R   | –    | 1R   | –    | –    | –    | –    |